# 애재성공하
《애재성공하》(爱在星空下)는 2021년 방송되었던 중국의 드라마이다.

## 줄거리
- 사촌 여동생 줄리의 화려한 언변에 넘어가 탑스타 수싱의 보모 일을 하게 되는 쑨샤오아이 하루종일 함께하며 쑨샤오아이는 다른 사람들이 쑤싱의 다른 일면들을 발견하게 되고 자신도 모르게 그를 점점 좋아하게 된다 그러나 쑤싱은 줄리와 여러 사람들의 모함으로 한순간에 모든 걸 잃게 되고 쑨샤오아이는 그런 그의 곁을 묵묵히 지킨다 좌절하지 않고 용감하게 역경에 맞선 쑤싱은 초심으로 돌아가 자격을 갖춘 배우부터 되기로 결심하고 쑨샤오아이도 매니저의 일을 맡으며 함께 분투 중 두 사람간의 감정이 온도 또한 점점 상승해나간다.

## 등장 인물
- 자나이량 - 쑤싱 역
- 천이한 - 쑨샤오아이 역
- 진소운 - 줄리 역
- 염욱 (冉旭) - 예랑 역
- 이의효 - 민나 역
- 왕묘묘 (王苗苗) - 월월 역
- 부맹백 (傅孟柏) - 치위에 역
- 왕경언 (王璟彦) - 량위쉬안 역
- 백지적 (白志迪) - 강교수 역
- 허문엄 (许文广) - 쉬에종 역
- 팽박 (彭博) - 구창안 역
- 담우명 (Jackie Tam) - 칭핑 역
- 진윤비 (Chen Lisa) - 마쯔위 역
- 양초 (梁超) - 피터 역
- 양청 (杨青) - 쑤리쩐 역